# نيكولاس دلامينى
نيكولاس دلامينى (بالإنجليزية: Nicholas Dlamini)‏ هو دراج جنوب أفريقي، ولد في 12 أغسطس 1995 في كيب تاون في جنوب أفريقيا.

## وصلات خارجية
- نيكولاس دلامينى على موقع الاتحاد الدولي للدراجات (الإنجليزية)
- نيكولاس دلامينى على موقع أرشيف الدراجات (الإنجليزية)
- نيكولاس دلامينى على موقع إحصائيات الدراجات الإحترافية (الإنجليزية)
- نيكولاس دلامينى على موقع نسبة الدراجات (الإنجليزية)
- نيكولاس دلامينى على موقع CycleBase (الإنجليزية)
- نيكولاس دلامينى على موقع أوليمبيديا (الإنجليزية)